# Spellbound (2002)
Spellbound ist ein US-amerikanischer Dokumentarfilm von Jeffrey Blitz aus dem Jahr 2002 über Schüler, die sich auf den nationalen Buchstabierwettbewerb 1999 in Washington, D.C. vorbereiten und daran teilnehmen. Der Film wurde für den Oscar für den besten Dokumentarfilm nominiert und mit einem Emmy Award  ausgezeichnet.

## Inhalt
Von den Millionen Teilnehmern an lokale Buchstabierwettbewerben und den 249 für den nationalen Wettbewerb qualifizierten Schülern folgt der Dokumentarfilm acht Sieben- und Achtklässlern mit unterschiedlichen Hintergründen. Da ist beispielsweise das afroamerikanische Mädchen aus einer Sozialwohnung in Washington, D.C., der Farmersohn aus Missouri, die Tochter armer mexikanischer Landarbeiter aus Texas und das Kind wohlhabender indischer Einwanderer. Stellt die erste Hälfte die Kinder und deren Umfeld vor, wird in der zweiten Hälfte ihr Abschneiden im Wettbewerb gezeigt.

## Rezeption
Für Ann Hornaday in der Washington Post war Spellbound viel mehr als die Summe der einzelnen Teile. Die Macher des Filmes hätten ein überzeugendes und bewegendes Porträt des American Dream geschaffen, mit dessen mythischen Teile Disziplin, Opfer, Anpassung, und Ehrgeiz zum Leben erweckt in jedem Protagonisten. Als ein ethnischer, rassischer, sozio-ökonomischer Schmelztiegel sei der nationale Buchstabierwettbewerb eine spannende, wenn nicht nervenzerrende Feier der zeitlosen amerikanischen Werte – Streben, Wettbewerb, Selbstverbesserung. Es sei außerdem eine kurze Erwiderung auf den Anti-Intellektualismus, der immer diese Werte unterstützte.
Für Chuck Rudolph und Ed Gonzalez im Slant Magazine zeige die Auswahl der acht Subjekte vor allem eines: Jeffrey Blitz sei kein Filmemacher, der an seinen Subjekten interessiert sei, sondern nur in der Manipulation ihrer Erlebnisse zu Unterhaltungszwecken. Spellbound sei eine so publikumsfreundliche Dokumentation, dass sie kein Hollywood-Remake brauche.

## Auszeichnungen
- Oscars 2003:   Nominierung für den Oscar für den besten Dokumentarfilm. Der Oscar ging an Michael Moore und Michael Donovan für Bowling for Columbine.[3]

- Emmy Awards 2004: Emmy Award for Outstanding Cultural & Artistic Programming.[4]